# Bilateralny system pokrewieństwa
Bilateralny system pokrewieństwa nawet pochodzenie bilateralne lub kognatyczne – w etnologii typ pokrewieństwa, w którym związki wywodzone za pośrednictwem kobiet i mężczyzn są sobie równoważne, oparty na zasadzie wyprowadzania pochodzenia zarówno w linii męskiej, jak i żeńskiej. Tak samo jak unilinearny (wyznaczający linię przodków) system pokrewieństwa jest częścią dychotomicznej klasyfikacji systemów społecznych według typu pochodzenia. Jest to jedyny system, w którym istnieje szansa zademonstrowania własnej wolnej woli w ramach możliwości. Jest to najbardziej demokratyczny system, ponieważ pozwala podjąć decyzję, których antenatów z genealogii wybierze sobie jednostka. Przedstawiciele szkoły ewolucjonistycznej (głównie L.H. Morgan) uważali go za ostatnie ogniwo rozwoju systemów pokrewieństwa. Miało się według nich wyłonić z patrylinearnego systemu pochodzenia. Badacze ze szkoły kulturowo-historycznej, a także wielu etnologów amerykańskich, jak np. Alfred Louis Kroeber i Robert Harry Lowie, uważali go za pierwotną formę pokrewieństwa.

## Terminy
Obok terminu „bilateralny” używany jest także termin „multilinearny” (dla podkreślenia różnicy względem unilinearnego), kognatyczny lub nieunilinearny, który ma swoich przeciwników i zwolenników. Termin „bilateralny” nie jest tożsamy z bilinearnością zakładającą rozgałęzienie przez ojca i matkę, prowadząc je cały czas według schematu – jedna linia zawsze przez ojca, druga przez matkę (system podwójny). Bilateralność daje swobodę wyboru – przez ojca lub matkę i jest zróżnicowany wewnętrznie.

## Historia terminologii systemów pokrewieństwa
Morgan (1818–1881) przeprowadził pierwsze badanie dotyczące terminologii pokrewieństw, jego ankieta zawierała pytania o wszystkie możliwe relacje genealogiczne. Jednak tylko niektóre odpowiedzi były prawidłowe, czyli rzeczywiście istniejące. Problem polegał na tym, że założenie o uniwersalności siatki genealogicznej nie pasowało do wszystkich ludów. Tym błędem kierowało się wielu badaczy. Następnie powszechnie przyjęto genealogiczną rejestrację terminów Riversa polegającą na odtwarzaniu kręgu krewnych informatora oraz o pytanie go o terminy, jakich używa, mówiąc o konkretnych osobach.
Durkheim (francuska szkoła socjologiczna) z kolei twierdził, że Morgan popełnił błąd, podporządkowując pokrewieństwu aspekt społeczny, twierdził, że pokrewieństwo a związki krwi to dwie różne sprawy, wskazując np. na status dziecka nieślubnego czy na zjawisko usynowienia. Malinowski był twórcą tezy o psychologicznym mechanizmie rozszerzania relacji wewnątrzrodzinnych-dziecko, stopniowo poszerzające horyzont krewnych. Jednak według Leacha nie dostrzegał on wyraźnych związków między nazewnictwem krewnych a ich ugrupowaniami, a sam twierdził, że pokrewieństwo jest elastycznym idiomem.
Według ewolucjonistów system bilateralny ten był ostatnim elementem sekwencji rozwojowej, którą zapoczątkował matrylinearny system pokrewieństwa i wyłonił się z systemu matrylinearnego. Natomiast wielu badaczy amerykańskich oraz przedstawicieli szkoły kulturowo-historycznej zakładało jego pierwotność.

## Nieunilinearny system pokrewieństwa
Podtypy nieunilinearnego systemu pokrewieństwa są:
1. Pozbawiony grup pochodzeniowych, cechujący się istnieniem kręgów krewniaczych – zwany bilateralnym. Prowadzi związki w dowolnych kierunkach, lecz urywa się w określonym lub mniej określonym miejscu na kilku lub kilkunastu liniach genealogicznych. Uwzględnia związki kobiet i mężczyzn oraz powinowackie, przewiduje wielu przodków, w związku z czym nie może tworzyć grup pochodzeniowych. Arystokracja europejska lub szlachta polska (nie da się powiązać wszystkich rodzin odpowiednimi więzami). Posługują się konkretną ideologią pochodzeniową (herb, nazwisko). Związki między nimi (domniemane czy rzeczywiste) można traktować bilateralnie.
2. Charakteryzujący się występowaniem nieunilinearnych grup pochodzeniowych – nazywany systemem ambilateralnym, multilineranym lub kognatycznym. Uznaje tylko ograniczone powiązania powinowackie i wywodzi wszystkie więzi za pośrednictwem obu płci. Grupa ta różni się od bilateralnej tym, że zakłada istnienie tylko jednego przodka, czym przypomina grupy pochodzeniowe. Przynależność do grupy definiuje się urodzeniem, ale nie jest to obowiązkowe, gdyż jednostka może należeć do takiej samej grupy matki, ojca, dziadka czy babki. Pokrewieństwo ambilateralne odnaleźć można wśród klanów szkockich. Pochodzą one od jednego przodka, włączając potomków zarówno ze strony mężczyzn, jak i kobiet. Podobną organizacją charakteryzowała się szlachta hiszpańska, która przeznaczała specjalne miejsce na tradycje pochodzeniowe w linii kobiecej.

Oba typy bazują na równouprawnieniu płci przy wytyczaniu genealogicznego zakresu krewnych.

## Trudności typologizacji
Próby typologizacji b.s.p. rodzą wiele trudności, pogłębiają one niezgodność między ideologią pochodzenia a rzeczywistym składem grup pochodzeniowych. Podejmowane są próby znalezienia podstawowych różnic strukturalnych i funkcjonalnych między b.s.p a unilinearnym systemem pokrewieństwa. Odrębności tych systemów posiadających grupy pochodzeniowe zazwyczaj określa się porównując cechy struktury i funkcje grup pochodzeniowych. Przez tradycyjne funkcjonalno-strukturalne podejście podkreślaną funkcjonalną przewagę systemu unilinearnego nad bilateralnym. Natomiast nowsze podejście zwraca uwagę bardziej na zdolności adaptacyjne i „giętkość” bilateralnego systemu pokrewieństwa w stosunku do „sztywnego” systemu unilinearnego.
Bilateralne systemy pokrewieństwa ciągle są nie do końca zbadane, jako ich wyróżnik przyjęto negatywną cechę nieobecności unilinearnych grup pochodzeniowych, w związku z tym pozostają jedynie niespójną kategorią wyznaczaną przez przeciwstawienie systemom unilinearnym.
Ponadto dowolny sposób wywodzenia stał się przyczyną kryzysu w teorii pokrewieństwa, dotyczył on samego pojęcia pochodzenia. Często używany był w znaczeniu „sposobu ustalania związku z przodkiem”, jednak antropolodzy brytyjscy rozumieli pod nim zasady strukturyzujące społeczeństwo.

## Kręgi krewniacze
Najczęstszą grupą odniesienia do systemów bilateralnych jest luźny zespół osób w potocznym języku nazywany rodziną, familią lub krewnymi, z ang. Kin dred (krąg krewniaczy), otwarty, dowolnie konkretyzowany zespół arbitralny, stanowiący formę identyfikacji z innymi ludźmi. Z praktyki życia społecznego wynika, że powinowaci wchodzą w skład takiego kręgu na równych prawach z krewnymi liniowymi.
Dobór członków kręgu krewnych ma charakter subiektywny, ale wpływają na niego również czynniki zewnętrzne jak bliskość przestrzenna, emocjonalna oraz zależności natury ekonomicznej, które mogą działać przyciągająco lub odpychająco.
Granice kręgu krewniaczego są płynne i trudne do zdefiniowania, gdyż włączają więzi o różnej intensywności, które są ustalane podczas uroczystości rodzinnych, wzajemnej pomocy czy wymianie darów. Krąg krewniaczy nie jest nawet grupą społeczną, nie stanowi korporacji, nie ma prawnych zobowiązań wobec swoich członków, działania aktywizowane są zazwyczaj przez indywidualne kontakty. Wywnioskować można z tego, że bilateralność indywidualizuje pokrewieństwo i humanizuje podejście do niego. System ten stawia w centrum zainteresowania jednostkę i wokół niej tworzy związki.
W przeciwieństwie do tego systemu system unilinearny narzucał podejście odpersonalizowane, punktem którego wyjścia były trwałe, wbudowane w społeczeństwo grupy pochodzeniowe regulujące prawa i obowiązki wiążące poszczególne jednostki.
Altruizm krewniaczy – jest to jedna z podstawowych, wspólnych cech obu systemów pokrewieństwa, zasada dyspozycyjności, która powoduje, że krewni są idealnymi kandydatami do współpracy. Pokrewieństwo działa na zasadzie wzajemności, za którą stoi zinternalizowany przymus, normatywne reguły oraz nakaz moralny. Zobowiązania mogą być efektywne zarówno w grupowej, jak i w zindywidualizowanej wersji pokrewieństwa